# Jean-Louis Kralik

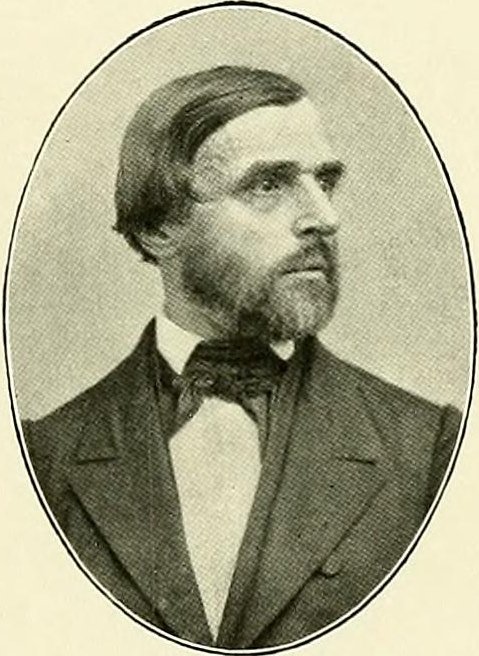
Jean-Louis Kralik

Jean-Louis Kralik (* 18. Juli 1813 in Straßburg; † 19. Februar 1892 in Tresserve) war ein französischer Botaniker. Sein offizielles botanisches Autorenkürzel lautet „Kralik“.

## Leben und Wirken
Kralik war Professor an der Universität Straßburg, dann Kurator des Herbariums von Philip Barker Webb und von 1855 bis 1885 des Herbariums von Ernest Saint-Charles Cosson (1819–1889). Er veröffentlichte auch einen Katalog des Herbariums von Alphonse Maille.
Er sammelte Pflanzen vor allem in Nordafrika (Ägypten, Algerien, Tunesien).

## Ehrungen
Die Süßgräser-Gattungen Kralikia Cosson & Durieu de Maisonneuve und Kralikella Coss. & Durieu wurden ihm zu Ehren benannt.

## Schriften
- Catalogue des Reliquiae Mailleanae, 1869